# Лисенко Олексій Гнатович
Олексі́й Гна́тович Ли́сенко (13 лютого 1913 — 19 квітня 1971) — радянський військовик, в роки Другої світової війни — командир обслуги 76-мм гармати 100-го гвардійського стрілецького полку 35-ї гвардійської стрілецької дивізії 8-ї гвардійської армії, гвардії сержант, повний кавалер ордена Слави.

## Життєпис
Народився в селі Рудівка, нині Сватівського району Луганської області, в селянській родині. Українець. Здобув неповну середню освіту. У 1936—1938 роках проходив дійсну строкову військову службу. Після демобілізації повернувся в рідне село, працював у колгоспі, закінчив школу рільництва.
Вдруге призваний до лав РСЧА у липні 1941 року. У боях німецько-радянської війни з того ж часу. Воював на Південно-Західному, 3-му Українському і 1-му Білоруському фронтах спочатку стрільцем, згодом — командиром відділення розвідки артилерійської батареї. Член ВКП(б) з 1944 року.
У боях з 1 по 20 серпня 1944 року гвардії сержант О. Лисенко, командуючи обслугою, неодноразово вів вогонь прямою наводкою по бойовій техніці і живій силі супротивника. 6 серпня поблизу села Студзянка (13 км південно-східніше м. Варка, Польща) прямою наводкою розбив протитанкову гармату і кулемет. 10 серпня, відбиваючи контратаку супротивника поблизу населеного пункту Суха-Воля, вивів з ладу бронетранспортер і понад 10 солдатів ворога.
14 січня 1945 року при прориві оборони супротивника поблизу села Рогожек на річці Вісла обслуга під командуванням гвардії сержанта О. Лисенка вогнем з гармати пробила прохід у дротовому загородженні, знищила 1 кулемет і 1 протитанкову гармату. 16 січня біля села Адамув, відбиваючи контратаку, розсіяв до взводу ворожої піхоти.
5 лютого 1945 року в бою біля населеного пункту Рейтвейн (Німеччина) обслуга під командуванням гвардії сержанта О. Лисенка вивела з ладу 3 кулемети й більш як відділення піхоти. 6—9 березня в бою за населений пункт Кітц (на лівому березі річки Одер, південно-західніше міста Кюстрин, Польща), б'ючи прямо, переміг кілька вогневих точок супротивника.
Демобілізований у 1945 році. Повернувся в рідне село, працював у колгоспі. Після закінчення Старобільської трирічної школи керівних кадрів працював у своєму колгоспі агрономом, обліковцем тракторної бригади, нормувальником.
Помер і похований у рідному селі.

## Нагороди
Нагороджений орденами Вітчизняної війни 2-го ступеня (15.05.1945), Слави 1-го (15.05.1946), 2-го (11.02.1945) та 3-го (30.08.1944) ступенів і медалями, в тому числі «За відвагу» (21.10.1944).